# Bonequeiro
Bonequeiro (português brasileiro) ou marioneteiro (português europeu) ou marionetista pode se referir à pessoa que constrói marionetes e os manipula diante de uma audiência em apresentações de palco, cinema, televisão e outros shows mistos.

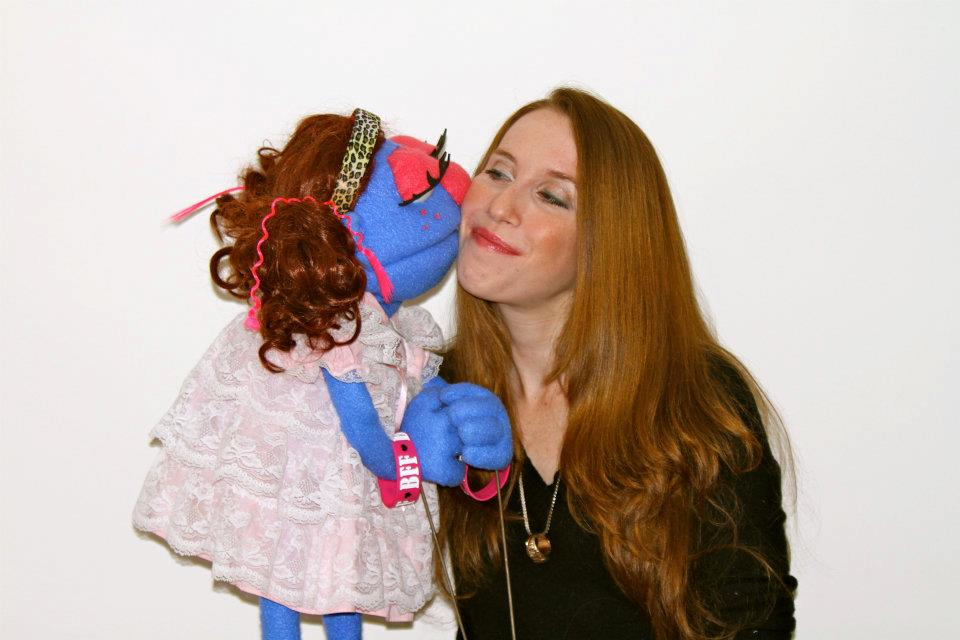
Bonequeira americana Leslie Fleming, criadora de Bleeckie.

Entre os marionetistas humanos mais famosos, talvez o mais recente seja o  norte-americano Jim Henson, e entre os seres fictícios: Maese Pedro em Don Quixote de la Mancha, e o carpinteiro Gepeto do livro infantil pinóquio.